# João Baptista da Costa Carvalho Filho
João Baptista da Costa Carvalho Filho (Estância, 14 de maio de 1869 — Curitiba, 29 de outubro de 1927) foi um desembargador e político brasileiro.
Graduado em Ciências Jurídicas e Sociais em sua província natal, em 1891 concorreu para uma vaga a Assembleia Legislativa de Sergipe. Foi eleito como deputado constituinte sendo um dos signatários da primeira Constituição Republicana do seu estado.
Após a conclusão dos serviços da Constituinte, assumiu o cargo de Chefe de Gabinete do ministro da Justiça, Antônio Luís Afonso de Carvalho.
Em 1892, transferiu residência para a cidade de Paranaguá, onde abriu um escritório de advogacia, mas logo assumiu o cargo de secretário de Obras Públicas no governo de Francisco Xavier da Silva.
Entre 1896 e 1900, foi juiz de direito e entre 1900 e 1904, foi delegado de polícia na cidade litorânea. Entre 1905 e 1907, ocupou o cargo de juiz de direito na cidade de Castro. Em 1907 passou a exercer o cargo de Procurador-Geral de Justiça do Estado do Paraná e em 1908 assumiu o posto de desembargador do Superior Tribunal de Justiça do Estado. Em 1910, passou no concurso para juiz federal, exercendo o cargo na capital paranaense. O jurista foi o autor do Código de Processo Criminal do Paraná.
Ainda em atividade, veio a falecer, aos 58 anos de idade, em 1927 em sua casa na cidade de Curitiba.